# Relaciones España-Unión Europea
Las relaciones España-Unión Europea son las relaciones bilaterales, intergubernamentales e interinstitucionales entre las instituciones de la Unión Europea y las instituciones de España. Dichas relaciones pasaron de ser bilaterales a ser de membresía en 1986, año en el que España accedió a las Comunidades Europeas.

## Historia previa a la adhesión
España solicitó ingresar en la Comunidad Económica Europea por primera vez el 9 de febrero de 1962 durante la dictadura de Francisco Franco, llevada a cabo por el ministro de Asuntos Exteriores Fernando María Castiella al presidente del Consejo Maurice Couve de Murville. Pero dado que la CEE prefería que España tuviese un régimen democrático fue denegada la adhesión, mediante un mero acuse de recibo por carta el 6 de marzo. Para ese año se estaban elaborando documentos en donde se exigía que para ser miembro debían ser Estados democráticos:
- El informe Birkelbach del 15 de enero de 1962, por el eurodiputado Willy Birkelbach presentó en el Parlamento Europeo con el título “Los aspectos políticos e institucionales de la adhesión o de la asociación a la Comunidad” donde se exigía este requisito. Pero no impedía realizar otro tipo de relaciones.[2]
- Memorando de Saragat: en el mes de mayo de 1962, por la delegación italiana en el Consejo de Ministros, en que se pedía que el fundamento del régimen político debería tener criterios como el de los fundadores. En este caso también impedía cualquier asociación.[2]
- El veto en el Consejo de Ministros de la Comunidad. Los Tratados CECA, CEE y EURATOM exigían unanimidad de votos en el Consejo para la incorporación de nuevos Estados. Además debería ser ratificada por los respectivos Parlamentos.

Posteriormente este requisito fue explicitado en 1964 por el Parlamento Europeo:

Los Estados cuyos gobiernos carecen de legitimación democrática y cuyos pueblos no participan en las decisiones del gobierno —ni directa ni por medio de representantes elegidos libremente— no pueden ser admitidos en la Comunidad

Sin embargo esta era flexible y ambigua como demostró los distintos acuerdos con Grecia y con las antiguas colonias africanas realizados previamente a la petición española.
El 14 de febrero de 1964 el embajador español ante la CEE Carlos Miranda y Quartín (conde de Casa Miranda) recordó la carta anterior y solicitó conversaciones con la Comunidad. En esta ocasión el Consejo con fecha del 2 de julio autorizó a la Comisión para realizar estas conversaciones exploratorias que se iniciaron el 9 de noviembre de 1964. El 23 de noviembre de 1966 la Comisión realizó un detallado informe de las conversaciones en la que aconsejaba para integrar la economía española en la comunitaria una fórmula aduanera en dos etapas. Llevada al Consejo de Ministros no la aprobó y el 11 de julio de 1967 estableció, con los grupos de trabajo, un mandato de negociación. 
La posición española respecto a la integración europea era de desconfianza, ya que chocaba con el nacionalismo español imperante en aquellos momentos y una no prevista democratización exigida. Dado que el régimen franquista no podía sobrevivir aislado, había iniciado una liberalización económica en 1959 con el Plan Nacional de Estabilización Económica. En todo caso para la Comunidad, España no era una prioridad con respecto a la negociación de nuevas candidaturas, ya que era la planteada por el Reino Unido la que sí lo era y la que repercutió en gran medida en la candidatura española. Las diferencias entre los Estados miembros también eran importantes, así Bélgica (en la que destacó la postura del presidente socialista Paul-Henri Spaak) e Italia que no admitían a la España de Franco como Estado asociado; la de Alemania Federal y Francia que eran favorables; y la postura indefinida de Países Bajos y Luxemburgo. Entre estos condicionantes eran significativas las protestas de la izquierda europea para no entablar relaciones con un gobierno que no respetaba los derechos humanos.
Por todo ello la solución política que se dio fue la de realizar una negociación con finalidad únicamente económica y que llevó a la firma de un Acuerdo Preferencial rubricado el 29 de junio de 1970, que suponía una reducción de los aranceles entre la CEE y España. En el mismo contemplaba unas rebajas hacia España del 21% en productos agrícolas y del 53% en los industriales y de forma recíproca del 13% y 22% respectivamente. Este fue ampliado el 29 de enero de 1973 con un Protocolo.
Durante la transición política se realizó una nueva solicitud del Gobierno de España, presidido por Adolfo Suárez, el 26 de julio de 1977. Tras ella, la Comisión aprobó iniciar las negociaciones de adhesión el 29 de noviembre de 1978, que empezaron el 5 de febrero de 1979. Se trataba de una decisión política para fortalecer a las incipientes democracias de Grecia, Portugal y España, pero que entrañaba importantes dificultades económicas dado el menor desarrollo de estos estados del sur de Europa y que suponía que la CEE pasaba a tener 329 millones de habitantes, lo que conllevaba cambios institucionales y económicos de calado.
Al mismo tiempo desde el inicio de esta nueva solicitud, entre 1977 y 1980, España tuvo que ir cumpliendo varios de los requisitos para esta adhesión en relación con los comunes valores europeos y el respeto de la dignidad de la persona:
- Ratificó los Pactos Internacionales de Derechos Civiles y de Derechos Económicos y Culturales de las Naciones Unidas.
- Ingresó en el Consejo de Europa (organismo diferente de la Comunidad Europea), donde firmó el Convenio Europeo para la Protección de los Derechos Humanos y las Libertades Fundamentales. También suscribió la Carta Social Europea y reconoció la competencia de la Comisión Europea de Derechos Humanos para tramitar demandas de particulares.[6]

## La negociación de adhesión

Proceso de ampliación de lo que inicialmente fue la Comunidad Económica Europea y posteriormente la Unión Europea.

A pesar de que ninguno de los nueve estados que formaban entonces la CEE se opuso a la ampliación las negociaciones se prolongaron durante más de seis años, hasta marzo de 1985. Mientras que las de Grecia finalizaron mucho antes, firmando en mayo de 1979 e ingresando el 1 de enero de 1981. La Comunidad Europea entonces estaba formada por los seis estados veteranos: República Federal de Alemania, Bélgica, Francia, Italia, Luxemburgo y Países Bajos; y también los incorporados en 1973, Dinamarca, Irlanda y Reino Unido.
Tras las elecciones del 28 de octubre de 1982 el Partido Socialista Obrero Español ganó con mayoría absoluta y tomó las riendas del Gobierno. Previamente, al inicio del mismo mes de octubre, el gobierno anterior de la UCD desmanteló otro golpe de Estado. A partir de entonces las negociaciones estuvieron en manos del Presidente Felipe González, con Fernando Morán en la cartera de Exteriores y Manuel Marín —ex secretario de Estado de Pesca— como encargado de las relaciones con las Comunidades Europeas. Esto supuso, también una mejor sintonía y un cambio de postura con Francia que en 1981 ostentaba la presidencia el también socialista François Mitterand.
Desde 1981 el Banco Europeo de Inversiones había iniciado la concesión de importantes préstamos a España para facilitar una adaptación de sus estructuras, que inicialmente se preveía finalizar en la fecha antes referida del 1 de enero de 1984, pero que fue sucesivamente postergada por los Estados miembros, especialmente por Francia, que ante la competencia de los productos españoles, presionaron para revisar la Política Agrícola Común (PAC) previa al ingreso. Al mismo tiempo La CEE por razones presupuestarias continuaba una crisis interna que dificultó y prolongó estas negociaciones. Existían dos capítulos, agricultura y pesca, que prácticamente no habían sido abordados, por las reformas internas de la Comunidad. La negociación de adhesión coincidió en el tiempo con la dura reconversión industrial de los sectores siderúrgico, naval, bienes de equipo, etcétera, que precisaron de importante cantidad de dinero público.

### Regiones especiales
En el proceso de integración de España en la UE se plantearon tres casos particulares, Canarias, Ceuta y Melilla. Las dos ciudades del norte de África mantendrían las exenciones de impuestos y aranceles anteriores. El archipiélago en el acuerdo quedó excluido de la unión aduanera, de las políticas agrícolas comunitarias y de la obligatoriedad del IVA. Sin embargo este fue rechazado por el Parlamento Canario, el 22 de junio de 1985, es decir tras la firma del Acta, por lo que precisó de negociaciones posteriores, algo que era posible ya que sobre temas concretos el Acta de Adhesión permitía modificar las condiciones de integración.

### La firma
El Acta de Adhesión de España a las Comunidades Europeas se firmó en Madrid, el 12 de junio de 1985 por el presidente del gobierno Felipe González en el Salón de Columnas del Palacio Real. Estuvieron también presentes el ministro de Asuntos
Exteriores Fernando Morán, el Secretario de Estado de Relaciones con las
Comunidades Europeas Manuel Marín, y el embajador representante permanente
ante las Comunidades Europeas Gabriel Ferrán.

España aporta su saber de nación vieja y su entusiasmo de pueblo joven con la convicción de que un futuro de unidad es el único posible.

El ideal de la construcción europea es más válido que nunca, porque nos lo impone las exigencias del mundo de hoy, y más aún el de mañana
Felipe González. Presidente del Gobierno de España. 12 de junio de 1985.

## Relaciones políticas
Tras el ingreso de España, se produjeron cambios institucionales para acomodar la representación española:
- En el Consejo: España, que era el quinto país más poblado de la Comunidad, obtuvo ocho votos en el Consejo, frente a los diez que tienen los cuatro más poblados. La mayoría cualificada quedó establecida en 54 votos.
- En la Comisión: España tenía dos de los 17 comisarios a los que pasó a tener la Comisión Europea. Los primeros fueron Manuel Marín y Abel Matutes.
- En el Parlamento: 60 eurodiputados sobre un total de 518 escaños fueron para España. Las primeras elecciones deberían realizarse en un plazo de dos años. Estas se celebraron el 10 de junio de 1987. Hasta entonces sería España representada en el Parlamento Europeo mediante 60 delegados elegidos de forma proporcional de los parlamentarios (diputados y senadores) de cada partido.
- En el Tribunal de Justicia de las Comunidades Europeas: el número de Jueces pasó de 11 a 13, y el número de Abogados Generales de 5 a 6.
- En el Comité Económico y Social: España contó con 21 miembros.
- En el Tribunal de Cuentas: Se fijó un representante de cada uno de los Estados miembros.
- En el Banco Europeo de Inversiones: Se pasó de cinco vicepresidentes a seis. Esta nueva Vicepresidencia la compartieron España y Portugal. En el Consejo de Administración, a España le fueron asignados dos puestos y uno a Portugal. El suplente lo debían de compartir estos dos estados. El Gobernador español del Banco es el vicepresidente segundo y ministro de Economía.

## Relaciones económicas
La economía española tras el ingreso creció a un ritmo superior al registrado en los otros once Estados miembros. En 1985 el producto interior bruto (PIB) era de 164.250 millones de dólares y en 1989 (tras cuatro años en la CEE) se multiplicó por 2,3 veces y pasó a 379.360 millones de dólares. La Renta per cápita pasó de 4.290 a 9330 dólares. La inversión en el sector industrial se mantuvo por encima del 10%. Esto fue especialmente significativo en las tres comunidades autónomas (Andalucía, Extremadura y Castilla-La Mancha) donde existían producciones agrícolas de carácter extensivo. Por otra parte las producciones ganaderas de las comunidades del norte son las que sufrieron un efecto más negativo por la alta competencia.
En cuanto a la industria se produjo una modernización con inversiones extranjeras y utilización de nuevas tecnologías. Sectores más dinámicos como el textil, automotriz, construcción naval y siderurgia tuvieron menos obstáculos de los esperados. Las tasas de desempleo que en los años 80 estaban con cifras de dos dígitos llegando a estar por encima del 20%. Para 1991 se encontraba en el 16%. El déficit comercial se triplicó entre 1986 y 1991, se compraba del exterior más de lo que se exportaba.
Tres años y medio después de su adhesión -en junio de 1989- España incorporó su divisa nacional (peseta) al Mecanismo de Cambios del Sistema Monetario Europeo, instaurado por Francia, Italia, Dinamarca, Países Bajos y Luxemburgo desde 1979. Asimismo, España reforzó su apuesta integracionista suscribiendo en junio de 1991 el Acuerdo de Schengen que, ahondando en el concepto de una "Europa sin Fronteras", supuso la eliminación progresiva de los controles en las fronteras entre Estados miembros.

### Euro
En diciembre de 1995, coincidiendo con el final de la segunda Presidencia española de turno de la UE, se acordó en Madrid la denominación de "euro" para la moneda común europea, cuya implantación se produjo exitosamente a partir de enero de 2002. Este hecho hizo a España partícipe, como miembro fundador, de la nueva divisa europea que ha supuesto la materialización efectiva de un proyecto unificador como la UEM que aspira a la integración económica de todos los Estados miembros.

## Relación de la UE con América Latina a través de España
En el Acta de Adhesión hay pocos referentes a aspectos de las relaciones con América Latina, con la aplicación progresiva del Sistema de Preferencias Generalizadas del artículo 178 del Tratado de adhesión (que priorizaba las relaciones de la Comunidad con los llamados Países ACP: África, Caribe y Pacífico, concediéndoles un tratamiento preferencial). Explícitamente se hace una Declaración común de intenciones relativa al desarrollo y a la intensificación de relaciones con los países de América Latina y, la "Declaración del Reino de España sobre América Latina". Se recogen también excepciones para productos que España importa como el tabaco, cacao y café.